# Untereider
Untereider este o arie protejată (arie specială de conservare — SAC, sit de importanță comunitară — SCI) din Germania întinsă pe o suprafață de 3.606 ha, integral pe uscat.

## Localizare
Centrul sitului Untereider este situat la coordonatele 54°16′55″N 8°53′49″E / 54.2819°N 8.8969°E.

## Înființare
Situl Untereider a fost declarat sit de importanță comunitară în septembrie 2004 pentru a proteja 20 de specii de animale. Situl a fost protejat și ca arie specială de conservare în august 2010.

## Biodiversitate
Situată în ecoregiunea atlantică, aria protejată conține 6 habitate naturale: Estuare, Terase mlăștinoase și terase nisipoase neacoperite de apă la reflux, Salicornia și alte specii anuale care populează regiunile mlăștinoase și nisipoase, Pajiștile Spartina (Spartinion maritimae), Pășuni atlantice udate de apa mării (Glauco-Puccinellietalia maritimae), Fânețe de joasă altitudine (Alopecurus pratensis, Sanguisorba officinalis).
La baza desemnării sitului se află mai multe specii protejate:
- păsări (15): buhai de baltă (Botaurus stellaris stellaris), Branta leucopsis, chirighiță neagră (Chlidonias niger), erete de stuf (Circus aeruginosus), erete vânăt (Circus cyaneus), erete cenușiu (Circus pygargus), cristeiul de câmp (Crex crex), Cygnus columbianus bewickii, Luscinia svecica cyanecula, bătăuș (Philomachus pugnax), ploier auriu (Pluvialis apricaria), cresteț pestriț (Porzana porzana), ciocântors (Recurvirostra avosetta), chiră de baltă (Sterna hirundo), Sterna paradisaea
- pești (5): Alosa fallax, avat (Aspius aspius), Coregonus oxyrhynchus, Lampetra fluviatilis, Petromyzon marinus

Pe lângă speciile protejate, pe teritoriul sitului au mai fost identificate 1 specie de amfibieni.